# Gran Premio di superbike del Mugello 1991
Il Gran Premio di Superbike del Mugello 1991 è stata la penultima prova del campionato mondiale Superbike 1991, è stato disputato il 6 ottobre sul Mugello e ha visto la vittoria di Doug Polen in gara 1, mentre la gara 2 è stata vinta da Raymond Roche.
Come accaduto anche per la gara in territorio francese, anche per quella italiana si è avuta un'alternanza di circuiti su cui è stata disputata, dopo l'autodromo di Pergusa e il circuito di Monza, quest'anno si è disputata al Mugello. La prima gara è stata disputata in condizioni atmosferiche favorevoli, la seconda invece si è disputata sotto la pioggia.

## Risultati

### Gara 1

#### Arrivati al traguardo[3]
| Pos. | Nº | Pilota            | Motocicletta | Tempo     | Griglia | Punti |
| ---- | -- | ----------------- | ------------ | --------- | ------- | ----- |
| 1º   | 23 | Doug Polen        | Ducati       | 38:16.874 | 1º      | 20    |
| 2º   | 1  | Raymond Roche     | Ducati       | +0:01.314 | 3º      | 17    |
| 3º   | 7  | Terry Rymer       | Yamaha       | +0:11.791 | 7º      | 15    |
| 4º   | 3  | Stéphane Mertens  | Ducati       | +0:17.172 | 4º      | 13    |
| 5º   | 55 | Virginio Ferrari  | Ducati       | +0:17.293 | 14º     | 11    |
| 6º   | 9  | Giancarlo Falappa | Ducati       | +0:18.400 | 9º      | 10    |
| 7º   | 5  | Carl Fogarty      | Honda        | +0:41.307 | 11º     | 9     |
| 8º   | 27 | Fred Merkel       | Honda        | +0:41.319 | 2º      | 8     |
| 9º   | 20 | Edwin Weibel      | Ducati       | +0:49.936 | 20º     | 7     |
| 10º  | 38 | Bruno Bammert     | Yamaha       | +0:51.327 | 22º     | 6     |
| 11º  | 31 | Massimo Broccoli  | Kawasaki     | +0:51.398 | 13º     | 5     |
| 12º  | 77 | Vittorio Scatola  | Kawasaki     | +0:51.403 | 15º     | 4     |
| 13º  | 30 | Juan López Mella  | Honda        | +0:52.199 | 18º     | 3     |
| 14º  | 37 | Fabrizio Furlan   | Honda        | +0:53.112 | 12º     | 2     |
| 15º  | 24 | Jeffry de Vries   | Yamaha       | +0:53.923 | 16º     | 1     |
| 16º  | 18 | Ernst Gschwender  | Kawasaki     | +1:01.092 | 21º     |       |
| 17º  | 10 | Jari Suhonen      | Yamaha       | +1:06.446 | 19º     |       |
| 18º  | 16 | Brian Morrison    | Yamaha       | +1:12.674 | 10º     |       |
| 19º  | 64 | Adriano Narducci  | Ducati       | +1:38.878 | 24º     |       |
| 20º  | 60 | Graham Singer     | Yamaha       | +1:39.009 | 28º     |       |
| 21º  | 39 | Steve Manley      | Yamaha       | +1:47.100 | 27º     |       |
| 22º  | 61 | Robert Chesaux    | Honda        | +1:47.184 | 29º     |       |
| 23º  | 40 | Walter Ammann     | Yamaha       | +1:48.296 | 32º     |       |
| 24º  | 63 | Yannick Le Gaudu  | Yamaha       | +1 giro   | 34º     |       |
| 25º  | 43 | Aldeo Presciutti  | Kawasaki     | +1 giro   | 33º     |       |
| 26º  | 59 | Anton Berghammer  | Yamaha       | +1 giro   | 36º     |       |

#### Ritirati
| Nº | Pilota               | Motocicletta | Giri     | Griglia |
| -- | -------------------- | ------------ | -------- | ------- |
| 62 | Urs Zwicker          | Yamaha       | +1 giro  | 26º     |
| 54 | Piergiorgio Bontempi | Kawasaki     | +2 giri  | 23º     |
| 56 | Andreas Meklau       | Honda        | +4 giri  | 31º     |
| 50 | Florian Ferracci     | Ducati       | +14 giri | 35º     |
| 2  | Fabrizio Pirovano    | Yamaha       | +15 giri | 5º      |
| 29 | Peter Rubatto        | Yamaha       | +15 giri | 25º     |
| 49 | Karl Truchsess       | Kawasaki     | +17 giri | 17º     |

### Gara 2

#### Arrivati al traguardo[4]
| Pos. | Nº | Pilota               | Motocicletta | Tempo     | Griglia | Punti |
| ---- | -- | -------------------- | ------------ | --------- | ------- | ----- |
| 1º   | 1  | Raymond Roche        | Ducati       | 46:13.333 | 3º      | 20    |
| 2º   | 23 | Doug Polen           | Ducati       | +0:06.976 | 1º      | 17    |
| 3º   | 7  | Terry Rymer          | Yamaha       | +0:21.098 | 7º      | 15    |
| 4º   | 54 | Piergiorgio Bontempi | Kawasaki     | +0:40.440 | 23º     | 13    |
| 5º   | 24 | Jeffry de Vries      | Yamaha       | +1:16.256 | 16º     | 11    |
| 6º   | 2  | Fabrizio Pirovano    | Yamaha       | +1 giro   | 5º      | 10    |
| 7º   | 20 | Edwin Weibel         | Ducati       | +1 giro   | 20º     | 9     |
| 8º   | 39 | Steve Manley         | Yamaha       | +1 giro   | 27º     | 8     |
| 9º   | 77 | Vittorio Scatola     | Kawasaki     | +1 giro   | 15º     | 7     |
| 10º  | 31 | Massimo Broccoli     | Kawasaki     | +1 giro   | 13º     | 6     |
| 11º  | 37 | Fabrizio Furlan      | Honda        | +1 giro   | 12º     | 5     |
| 12º  | 10 | Jari Suhonen         | Yamaha       | +1 giro   | 19º     | 4     |
| 13º  | 29 | Peter Rubatto        | Yamaha       | +1 giro   | 25º     | 3     |
| 14º  | 61 | Robert Chesaux       | Honda        | +1 giro   | 29º     | 2     |
| 15º  | 30 | Juan López Mella     | Honda        | +2 giri   | 18º     | 1     |
| 16º  | 63 | Yannick Le Gaudu     | Yamaha       | +2 giri   | 34º     |       |
| 17º  | 38 | Bruno Bammert        | Yamaha       | +2 giri   | 22º     |       |
| 18º  | 40 | Walter Ammann        | Yamaha       | +2 giri   | 32º     |       |
| 19º  | 64 | Adriano Narducci     | Ducati       | +2 giri   | 24º     |       |
| 20º  | 59 | Anton Berghammer     | Yamaha       | +4 giri   | 36º     |       |
| 21º  | 43 | Aldeo Presciutti     | Kawasaki     | +4 giri   | 33º     |       |
| 22º  | 62 | Urs Zwicker          | Yamaha       | +4 giri   | 26º     |       |

#### Ritirati
| Nº | Pilota            | Motocicletta | Giri     | Griglia |
| -- | ----------------- | ------------ | -------- | ------- |
| 60 | Graham Singer     | Yamaha       | +7 giri  | 28º     |
| 9  | Giancarlo Falappa | Ducati       | +9 giri  | 9º      |
| 5  | Carl Fogarty      | Honda        | +14 giri | 11º     |
| 3  | Stéphane Mertens  | Ducati       | +15 giri | 4º      |
| 55 | Virginio Ferrari  | Ducati       | +17 giri | 14º     |
| 16 | Brian Morrison    | Yamaha       | +19 giri | 10º     |
| 56 | Andreas Meklau    | Honda        | +19 giri | 31º     |
| 27 | Fred Merkel       | Honda        | +19 giri | 2º      |
| 18 | Ernst Gschwender  | Kawasaki     | +19 giri | 21º     |
| 49 | Karl Truchsess    | Kawasaki     | +19 giri | 17º     |
| 50 | Florian Ferracci  | Ducati       | +19 giri | 35º     |